# Al-Lubban al-Gharbi
Al-Lubban al-Gharbi (arab. ‏اللبن الغربي‎, Al-Lubban al-Ḡarbī) – wieś w Palestynie, w muhafazie Ramallah i Al-Bira. Według danych szacunkowych Palestyńskiego Centralnego Biura Statystycznego w 2016 roku miejscowość liczyła 1889 mieszkańców.